# Ferdinand Georg Waldmüller
Ferdinand Georg Waldmüller (Viena, 1793 - Hinterbrühl, 1865) fou un pintor y escritor austríac. És considerat el pintor austríac més important del Segle XIX. Tot i que és tingut per un dels representants més característics de la pintura Biedermeier, la seva activitat artística es va estendre més enllà d'aquesta època.

## Biografia
Malgrat que els avatpassats de Ferdinand Georg Waldmüller havien estat pagesos, el seu pare va ser successivament majordom i hostaler. Waldmüller va estudiar un temps a l'Acadèmia de Belles Arts de Viena, guanyant-se la vida pintant retrats, especialment retrats en miniatura L'any 1811 va aconseguir un lloc com a mestre d'Art per als fills del commte Gyulay, a Croàcia. Tres anys més tard, va retornar a Viena, copiant les obres del grans Mestres. Per a la seva posterior etapa retratística, es va basar en l'exemple de Heinrich Friedrich Füger (1751-1818) i de Johann Baptist von Lampi the Elder (1751-1830) dos classicistes vienesos.

## Activitat artística
Waldmüller aviat es va interesar per la Natura, i va començar a pintar paisatges, especialitat en la qual va assolir gran originalitat, i de la qual va ser el principal innovador a Àustria. El seu coneixement de la Natura i el seu sentit del color el van permetre realitzar obres molt notables en aquest camp pictòric. Els seus retrats de vegades recorden Jean A.D. Ingres, però Waldmüller aspira a una representació exacta dels seus models, mentre que Ingres sempre tendeix a la idealització. Va assolir el títol de Professor a l'Acadèmia de Belles Arts de Viena, on va intentar canviar l'ensenyament clàssic per una instrucció més enfocada vers el Realisme. Els problemes derivats d'aquest enfocament, van portar-lo a la seva dimissió l'any 1857, tot i que va ésser restituït a aquest càrrec l'any 1864. També va dirigir una escola privada d'Art, on va exercir una gran tasca docent en aquest camp.
Waldmüller va realitzar diversos viatges a Itàlia, que li van servir per millorar el seu concepte de l'espai. La seva anterior experiència com a miniaturista es fa palesa en la seva posterior activitat en el camp de la pintura de gènere, en la qual la composició general de l'obra està equilibrada amb els més petits detalls anecdòtics.

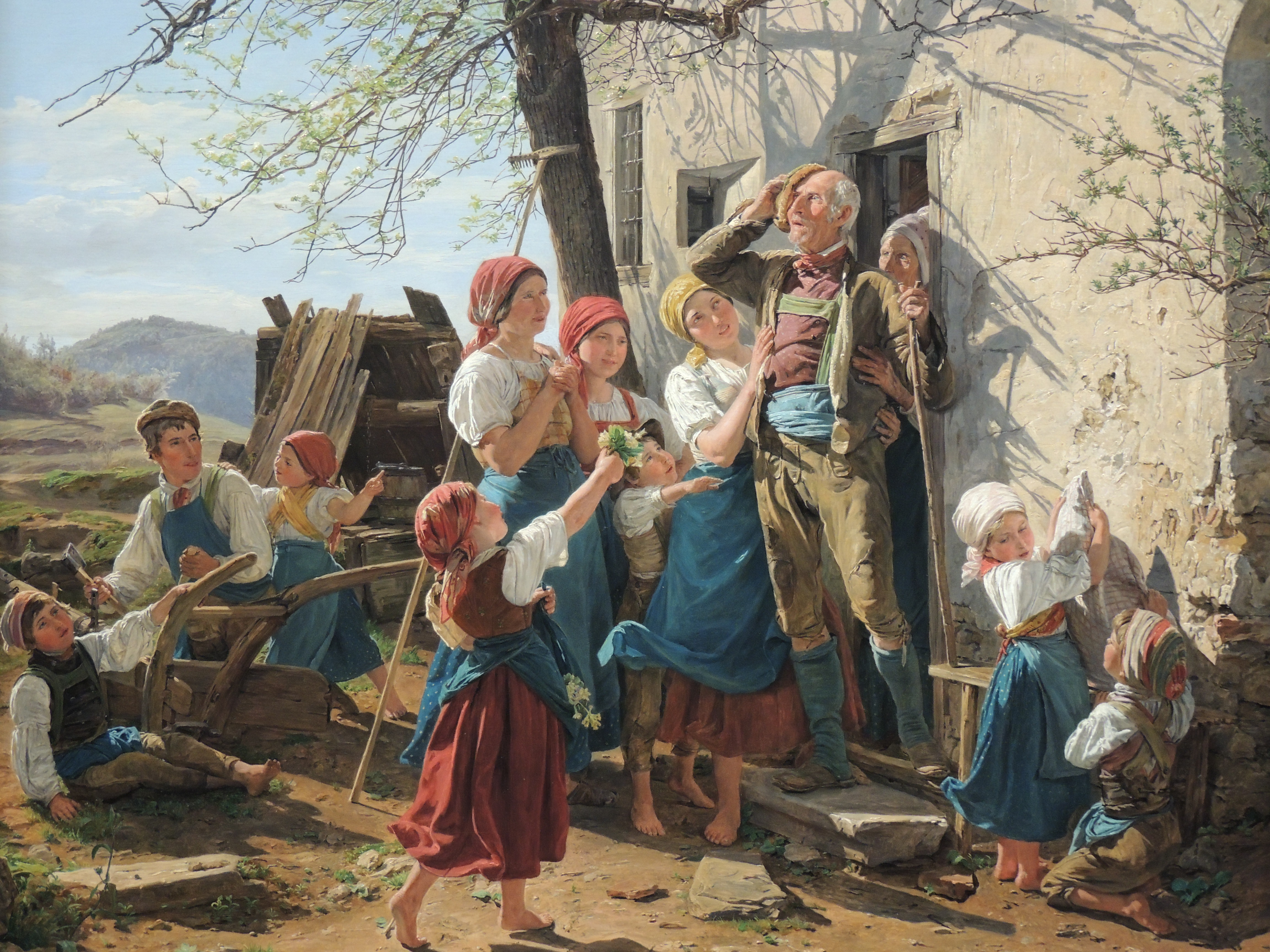
Preparat per a una nova vida.

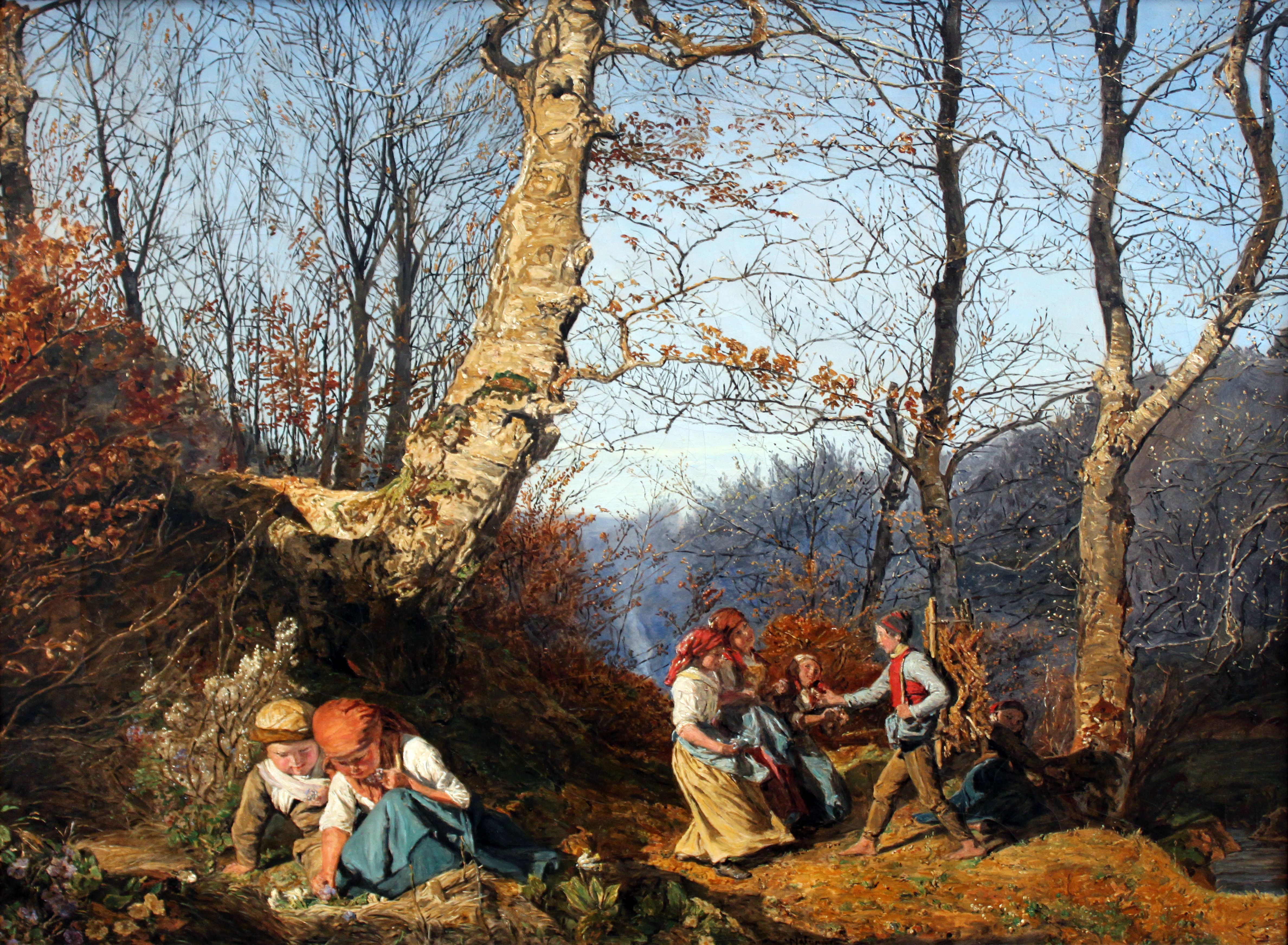
Inicis de la Primavera als boscos de Viena (any 1864)

## Obra escrita
- Das Bedürfnis eines zweckmäßigen Unterrichts in der Malerei und plastischen Kunst. Angedeutet nach eigenen Erfahrungen. (La necessitat d'una educació adient en la pintura i en les arts plàstiques. Basat en les pròpies experiències)
- Vorschläge zur Reform der Österreichisch-kaiserlichen Akademie der bildenden Kunst. (Propostes de reforma de l'Acadèmia de Belles Arts de Viena de L'Imperi Austríac) Viena 1849
- Andeutungen zur Belebung der vaterländischen bildenden Kunst. (Suggerències per tal d'estimular l'art patriòtic) Viena 1857
- Imitation, Reminiscenz, Plagiat. (Imitació, reminiscència i plagi) 1857